# Communauté de communes de Dène Codene
La communauté de communes de Dène Codene est une des plus petites communautés de communes de Haute-Garonne en Pays Tolosan. Elle est dissoute le 31 décembre 2010 et ses 2 communes rejoignent avec d'autres la communauté urbaine du Grand Toulouse, portant le nombre de communes de cette dernière à 37. 
- Président :  Gérard Bapt
- Directeur :  Hélène Gayraud

## Communes adhérentes
Les deux communes adhérentes sont les suivantes :
| Nom                | Code Insee | Gentilé        | Superficie (km2) | Population (dernière pop. légale) | Densité (hab./km2) |
| ------------------ | ---------- | -------------- | ---------------- | --------------------------------- | ------------------ |
| Saint-Jean (siège) | 31488      | Saint-Jeannais | 5,94             | 10 386 (2014)                     | 1 748              |
| Montrabé           | 31389      | Montrabéens    | 5,23             | 3 996 (2014)                      | 764                |